# Comparaisons des logiciels d'analyse numérique
Les tables suivantes présente des comparaisons des logiciels d'analyse numérique.

## Applications

### Caractéristiques
| Nom                          | Créateur                                                                               | Début de développement      | Première version                                | Dernière version stable | Date de la dernière version stable | Prix | Licence                                                                  | Notes |
| ---------------------------- | -------------------------------------------------------------------------------------- | --------------------------- | ----------------------------------------------- | ----------------------- | ---------------------------------- | --- | ------------------------------------------------------------------------ | --- |
| ADMB (en)                    | D. Fournier, ADMB Project                                                              | 1989                        | 1990                                            | 12.0                    | 21 décembre 2017                   | Gratuit | Licence BSD (3-clause BSD license)                                       | La différentiation automatique permet de résoudre des problèmes complexes d’optimisation |
| Analytica (en)               | Lumina Decision Systems                                                                | 1982 (Demos)                |                                                 | 4.6                     | 24 mai 2015                        | - Gratuit (Analytica Free 101), - 995 $ (Professional), - 2 795 $ (Enterprise)                                  | Licence propriétaire                                                     | Environnement de modélisation comprenant un langage déclaratif et graphique basé sur les diagrammes d'influence |
| Ch (en)                      | SoftIntegration                                                                        |                             | 1er octobre 2001                                | 8.0                     | 9 mars 2017                        | - Gratuit (étudiant) - 199 $ (enseignement) - 399 $ (commercial)                                                | Licence propriétaire                                                     | Langage basé sur C/C++ pour le calcul numérique et le tracé graphique |
| DADiSP (en)                  | DSP Development                                                                        | 1984                        | 1987                                            | 6.7 B02                 | 17 janvier 2017                    | - Gratuit (étudiant) - 129 $ (enseignement) - 1 995 $ (commercial))                                             | Licence propriétaire                                                     | Environnement d'analyse numérique pour les sciences et l'engineering associé au langage deprogrammation SPL (Series Processing Language). |
| DataMelt (ru)                | S.Chekanov (jwork.org)                                                                 | 2005                        | 2005                                            | 1.8                     | 23 juin 2017                       | - Gratuit (Community edition) - ??? (DMelt membership) - ??? (Commercial & developers)                          | Licence propriétaire                                                     | Environnement interactif d'analyse numérique et graphique 2D/3D pour les mathématiques, le calcul symbolique d'algèbre, le data mining. Il peut être programmé à travers plusieurs langages: Jython, Groovy, JRuby et BeanShell. |
| Dyalog APL                   | Dyalog Ltd.                                                                            | 1981                        | 1983                                            | 19.0                    | Mars 2024                          | - Gratuit (utilisation non commerciale) - 850 £/an ou 2 % de redevance                                          | Licence propriétaire                                                     | Dialecte moderne d'APL (langage) amélioré par l'ajout de la programmation fonctionnelle et orientée objet. |
| Euler Math Toolbox (en)      | René Grothmann                                                                         | 1987                        | 1988                                            | 2024-01-12              | 12 janvier 2024                    | Gratuit | Licence publique générale GNU version 2 ou ultérieure                    | Ègalement un système de calcul formel grâce à l'interface avec Maxima |
| Fityk (en)                   | M. Wojdyr                                                                              |                             | 2002                                            | 1.3.2                   | 6 août 2022                        | - Gratuit (sources) - Redevance de 115 $ (exécutable)                                                           | Licence publique générale GNU version 2 ou ultérieure,                   | Environnement graphique 2D spécialisé dans l'ajustement de courbe. Programmable avec un langage spécifique ou Lua. |
| FlexPro                      | Weisang GmbH                                                                           | n/a                         | 1991                                            | 11.0.8                  | 11 septembre 2017                  | - 1 790 €/an (Developer Suite) - 930 €/an (Professional)                                                        | Licence propriétaire                                                     | Analyse et présentation interactive pour des gros volumes de données, programmable en VBA. |
| FreeMat                      | Samit Basu                                                                             |                             | 2004                                            | 4.2                     | 30 juin 2013                       | Gratuit | Licence publique générale GNU version 2                                  | Environnement interactif d'analyse numérique similaire à MATLAB et GNU Octave interfaçable avec C, C++, et Fortran |
| GAUSS                        | Aptech Systems                                                                         |                             | 1984                                            | 22                      | 16 novembre 2021                   | Payant | Licence propriétaire                                                     | Langage de programmation pour les statistiques et l'économétrie. |
| GNU Data Language            | Marc Schellens                                                                         |                             | 2004                                            | 1.1.1                   | 9 février 2025                     | Gratuit | Licence publique générale GNU version 2                                  | Compilateur clone libre d'Interactive Data Language (IDL). |
| GNU Octave                   | John W. Eaton                                                                          | 1988                        | 1993                                            | 9.4.0                   | 6 février 2025                     | Gratuit | Licence publique générale GNU version 3 ou ultérieure,                   | Environnement de calcul numérique comparable à MATLAB et à Scilab. |
| IDL                          | David Stern et ITT Visual Information Solutions (ITT VIS)                              |                             | 1977                                            | 8.7                     | 19 février 2018                    | Payant | Licence propriétaire                                                     | Langage vectoriel de programmation pour le traitement de données et la visualisation. |
| IGOR Pro (en)                | WaveMetrics                                                                            | 1986                        | 1988                                            | 8.00                    | 22 mai 2018                        | - 995 $ (commercial) - 499 $ (académique) - 85 $ (étudiant)                                                     | Licence propriétaire                                                     | Environnement interactif d'analyse graphique 2D/3D, programmable destiné à l'analyse des grands ensembles de données pour la science et l'ingénierie. |
| J                            | Jsoftware                                                                              | 1989                        | 1990                                            | 9.5.1new 59.6.0-beta5   | 20 décembre 2023new 511 avril 2024 | Gratuit | Licence publique générale GNU                                            | Langage fonctionnel permettant le calcul matriciel |
| Julia                        | Jeff Bezanson, Stefan Karpinski, Viral B. Shah, Alan Edelman et d'autres contributeurs | 2009                        | 2012                                            | 1.11.4                  | 10 mars 2025                       | Gratuit | Licence MIT                                                              | Langage de programmation de haut niveau, performant et dynamique pour le calcul scientifique, avec une syntaxe familière aux utilisateurs d'autres environnements de développement similaires (Matlab, R, Scilab, Python, etc.). |
| LabVIEW                      | National Instruments                                                                   | 1985                        | 1986                                            | 2024 Q3                 | Juillet 2024                       | - 1 249 $ (commercial) - 79,95 $ (étudiant)                                                                     | Licence propriétaire                                                     | Langage graphique et textuel à travers des nœuds de formules, mathscript et des fichiers de scripts .m. |
| Maple                        | Waterloo Maple                                                                         | 1980                        | 1982                                            | 2024                    | 6 mars 2024                        | - 2 275 $ (commercial) - 99 $ (étudiant)                                                                        | Licence propriétaire                                                     | Essentiellement un système de calcul formel. |
| Mathcad                      | Parametric Technology Corporation                                                      | 1985                        | 1986                                            | Prime 9.0               | 14 mars 2023                       | - 1 195 $ (commercial) - 99 $ (étudiant)                                                                        | Licence propriétaire                                                     | Calculs intégrés dans des notes de calculs. |
| Mathematica                  | Wolfram Research                                                                       | 1986                        | 1988                                            | 14.2                    | 23 janvier 2025                    | - Gratuit (Raspberry Pi), - 2 495 $ (commercial) - 145 $ (étudiant), - 295 $ (personal)                         | Licence propriétaire                                                     | Essentiellement un système de calcul formel. |
| MATLAB                       | The MathWorks                                                                          | fin des années 1970         | 1984                                            | R2024b                  | 12 septembre 2024                  | - 2 650 $ (standard) - 625 $ (éducation)                                                                        | Licence propriétaire                                                     | Environnement et langage de calcul numérique sur lequel se greffent 80 modules dont Simulink pour la simulation. |
| Maxima                       | MIT Projet MAC et William Schelter et coll.                                            | 1967                        | 1982                                            | 5.47.0                  | 1er juin 2023                      | Gratuit | Licence publique générale GNU version 2                                  | Essentiellement un système de calcul formel. |
| MLAB (en)                    | Civilized Software, Inc.                                                               | 1970 (in SAIL), 1985 (in C) | 1972 (on DEC-10), 1988 (on PCs), 1993 (on MACs) |                         |                                    | - 2 250 $ (standard) - 50 $ (étudiant)                                                                          |                                                                          | Environnement de calcul numérique et statistique pour les applications scientifiques par exemple en cinétique chimique. |
| Origin                       | OriginLab                                                                              |                             | 1991                                            | 2023                    | Novembre 2022                      | - 1 095 $ (std.) - 1 800 $ (Pro) - 550 $ (std., académique) - 850 $ (Pro, académique) - 69 $/an (Pro, étudiant) | Licence propriétaire                                                     | Environnement d'analyse graphique et statistique 2D/3D pour la science et ingénierie . |
| Perl Data Language (en)      | Karl Glazebrook                                                                        | Fin des années 1990         | Vers 1997                                       | 2.098                   | 3 janvier 2025                     | Gratuit | Licence publique générale GNUnew 5Artistic License                       | Ajoute la manipulation de matrice au langage Perl permettant d'être utilisé en astrophysique, océanographie... tracé 2D/3D. |
| PSPP                         | Ben Pfaff                                                                              | Années 1990                 | Années 1990                                     | 2.0.1                   | 21 mars 2024                       | Gratuit | Licence publique générale GNU version 3 ou ultérieure,                   | Environnement de statistiques utilisé pour la visualisation et l’analyse d’échantillons. |
| R                            | R Foundation                                                                           | 1997                        | 1997                                            | 4.4.3                   | 28 février 2025                    | Gratuit | Licence publique générale GNU version 2                                  | Langage de statistique pouvant s'intégrer dans divers environnements : RStudio, Jupyter. |
| SageMath                     | William A. Stein                                                                       |                             | 2005                                            | 10.5                    | 4 décembre 2024                    | Gratuit | Licence publique générale GNU version 2                                  | Environnement web d'agrégation de système de calcul formel et de calcul numérique utilisant Python. |
| SAS                          | Anthony Barr et James Goodnight (en)                                                   | 1966                        | 1972                                            | 9.4M7                   | Août 2020                          | Payant |                                                                          | Environnement de statistique. Langage proche de MATLAB. |
| SequenceL (en)               | Texas Multicore Technologies                                                           | 1989                        | 2012                                            | 3.0.3                   |                                    | - Gratuit (Édition Community), - 2 495 $ (Édition Professionnelle)                                              | Licence propriétaire                                                     | Langage de programmation fonctionnelle ayant de bonnes performances par parallélisation automatique à la compilation. |
| S-Lang (en)                  | John E. Davis                                                                          |                             | 1992                                            | 2.3.3                   | 5 août 2022                        | Gratuit | Licence publique générale GNU version 2 ou ultérieure                    | Disponible soit comme un produit indépendant ou comme un interpréteur embarqué dans un autre programme comme Jed. Il permet le calcul matriciel. |
| Scilab                       | Inria puis Scilab Enterprises                                                          | 1990                        | 1994                                            | 2025.0.0                | 24 octobre 2024                    | Gratuit | Licence publique générale GNU version 2new 5Licence CeCILL version 2 (d) | Langage et environnement de calcul numérique multi‐plate‐forme fournissant un environnement de calcul pour des applications scientifiques. Il possède un langage de programmation orienté calcul numérique de haut niveau. Il peut être utilisé pour le traitement du signal, l’analyse statistique, le traitement d’images, les simulations de dynamique des fluides, l’optimisation numérique, et la modélisation et simulation de systèmes dynamiques explicites et implicites. |
| SolidThinking Embed (VisSim) | Visual Solutions puis Altair Engineering (en)                                          |                             | 1989                                            | 2017.1                  |                                    | - 495 $-2 800 $ (commercial) - Gratuit visualisation uniquement - 50 $-250 $/free v3.0 (enseignement)           |                                                                          | Environnement de Programmation visuelle pour la simulation et le Model-based design. Utilisé pour la science et dans l'ingénierie. |
| SPSS                         | Norman Nie (en), Dale H. Bent, et C. Hadlai Hull                                       |                             | 1968                                            | 30.0.0,                 | 30 septembre 2024                  | Payant | Licence propriétaire                                                     | Logiciel utilisé pour l'analyse statistique. |
| Sysquake                     | Calerga                                                                                |                             | 1998                                            | 6.5                     | Décembre 2019                      | - Gratuit (Base) - 2 500 $ (Pro, commercial) - 1 000 $ (Pro, enseignement)                                      |                                                                          | Environnement de calcul numérique basé sur un langage de programmation largement compatible avec MATLAB avec graphiques interactif. |
| TK Solver (en)               | Universal Technical Systems, Inc.                                                      | fin des années 1970         | 1982                                            | 5.0                     |                                    | - 49 $ (étudiant) - 599 $ (commercial)                                                                          | Licence propriétaire                                                     | Calcul numérique et résolution d'équations (en). |
| Yorick                       | n/a                                                                                    | n/a                         | n/a                                             | 2.2.03                  | 23 mai 2014                        | Gratuit | Licence BSD                                                              | Langage de programmation interprété impératif destiné au calcul numérique et au tracé de graphiques. Sa syntaxe, fortement inspirée du C, est spécialement prévue pour les calculs sur les tableaux. Yorick s'apparente en cela au logiciel propriétaire IDL. |

### Système d'exploitation
Systèmes d'exploitation sur lesquels le logiciel peut s'exécuter sans émulation.
|                         | Windows | OS X | Linux | BSD | Unix | DOS | Android | SaaS |
| ----------------------- | ------- | ---- | ----- | --- | ---- | --- | ------- | ---- |
| ADMB (en)               | Oui     | Oui  | Oui   | Non | Non  | Non | Non     | Non  |
| Analytica (en)          | Oui     | Non  | Non   | Non | Non  | Non | Non     | Non  |
| Ch (en)                 | Oui     | Oui  | Oui   | Oui | Oui  | Non | Non     | Non  |
| DADiSP (en)             | Oui     | Non  | Non   | Non | Oui  | Non | Non     | Non  |
| DataMelt (ru)           | Oui     | Oui  | Oui   | Oui | Oui  | Non | Oui     | Non  |
| Dyalog APL              | Oui     | Oui  | Oui   | Non | Oui  | Non | Non     | Non  |
| Euler Math Toolbox (en) | Oui     | Non  | Oui   | Non | Non  | Non | Non     | Non  |
| Fityk (en)              | Oui     | Oui  | Oui   | Non | Non  | Non | Non     | Non  |
| FlexPro                 | Oui     | Non  | Non   | Non | Non  | Non | Non     | Non  |
| FreeMat                 | Oui     | Oui  | Oui   | Oui | Oui  | Non | Non     | Non  |
| GAUSS                   | Oui     | Oui  | Oui   | Non | Oui  | Non | Non     | Non  |
| GNU Data Language       | Oui     | Oui  | Oui   | Non | Oui  | Non | Non     | Non  |
| GNU Octave              | Oui     | Oui  | Oui   | Oui | Oui  | Oui | Oui     | Oui  |
| IDL                     | Oui     | Oui  | Oui   | Non | Non  | Non | Non     | Non  |
| IGOR Pro (en)           | Oui     | Oui  | Non   | Non | Non  | Non | Non     | Non  |
| J                       | Oui     | Oui  | Oui   | Non | Non  | Non | Oui     | Non  |
| Julia                   | Oui     | Oui  | Oui   | Oui | Non  | Non | Non     | Non  |
| LabVIEW                 | Oui     | Oui  | Oui   | Non | Oui  | Non | Non     | Non  |
| Maple                   | Oui     | Oui  | Oui   | Non | Oui  | Non | Non     | Non  |
| Mathcad                 | Oui     | Non  | Non   | Non | Non  | Non | Non     | Non  |
| Mathematica             | Oui     | Oui  | Oui   | Oui | Oui  | Non | Non     | Oui  |
| MATLAB                  | Oui     | Oui  | Oui   | Oui | Oui  | Non | Non     | Non  |
| Maxima                  | Oui     | Oui  | Oui   | Oui | Non  | Non | Oui     | Non  |
| MLAB (en)               | Oui     | Oui  | Oui   | Non | Non  | Oui | Non     | Non  |
| Origin                  | Oui     | Non  | Non   | Non | Non  | Non | Non     | Non  |
| Perl Data Language (en) | Oui     | Oui  | Oui   | Oui | Oui  | Oui | Non     | Non  |
| PSPP                    | Oui     | Oui  | Oui   | Oui | Non  | Non | Non     | Non  |
| R                       | Oui     | Oui  | Oui   | Oui | Oui  | Non | Non     | Non  |
| SageMath                | Non     | Oui  | Oui   | Non | Oui  | Non | Non     | Oui  |
| SAS                     | Oui     | Non  | Oui   | Non | Oui  | Non | Non     | Non  |
| SequenceL (en)          | Oui     | Oui  | Oui   | Non | Non  | Non | Non     | Non  |
| S-Lang (en)             | Oui     | Oui  | Oui   | Oui | Oui  | Oui | Non     | Non  |
| Scilab                  | Oui     | Oui  | Oui   | Oui | Oui  | Oui | Non     | Non  |
| SolidThinking Embed     | Oui     | Oui  | Oui   | Non | Oui  | Non | Non     | Non  |
| SPSS                    | Oui     | Oui  | Oui   | Non | Non  | Non | Non     | Non  |
| Sysquake                | Oui     | Oui  | Oui   | Non | Non  | Non | Non     | Non  |
| TK Solver (en)          | Oui     | Non  | Non   | Non | Non  | Non | Non     | Non  |
| Yorick                  | Oui     | Oui  | Oui   | Oui | Oui  | Non | Non     | Non  |

### Caractéristiques du langage
Les couleurs indique pour chaque caractéristique, si elle est :
| intégrée                                                                      |
| fournie par extension ou bibliothèque, officielle ou supportée officiellement |
| fournie par un logiciel tiers ou non supporté                                 |

| Java                       |
| C++, Fortran, Perl, Python |

| C, Fortran                |
| Python, C++, Java, MATLAB |

| Professional System |
| avec des add-on     |

| Oui          |
| UML via GOOP |
| G#           |

| C/C++, DLL, Python, Perl, Tcl, MATLAB, ActiveX, C#/.NET |
| Avec des extensions par exemple                         |

| Java, .NET, C++                                                    |
| Excel, LabVIEW                                                     |
| Haskell, AppleScript, Racket, Visual Basic Python, Clojure, MATLAB |

| Avec l'utilisation de fichiers MEX fichiers : C, C++, Fortran. Avec des composants compliés Java et ActiveX. |
| Mathematica                                                                                                  |

| C, C++, Fortran |
| MATLAB          |
| Python          |

| Excel  |
| Python |
| SAS    |

| C, Java                                       |
| R (nécessite IML Interactive Matrix Language) |

### Vitesse d'exécution
L'analyse numérique nécessite souvent des calculs intensifs, des études sont souvent menées pour classer les langages suivant leurs performances,.

### Formats de fichiers pouvant être lu
| Nom                          | CIF | CSV | EDF | GRIB | HDF | KML | NetCDF | ODF | OOXML |
| ---------------------------- | --- | --- | --- | ---- | --- | --- | ------ | --- | ----- |
| ADMB (en)                    |     |     |     |      |     |     |        |     |       |
| Analytica (en)               |     |     |     |      |     |     |        |     |       |
| Ch (en)                      |     |     |     |      |     |     |        |     |       |
| DADiSP (en)                  |     |     |     |      |     |     |        |     |       |
| DataMelt (ru)                |     |     |     |      |     |     |        |     |       |
| Dyalog APL                   |     |     |     |      |     |     |        |     |       |
| Euler Math Toolbox (en)      |     |     |     |      |     |     |        |     |       |
| Fityk (en)                   |     |     |     |      |     |     |        |     |       |
| FreeMat                      |     |     |     |      |     |     |        |     |       |
| FlexPro                      |     | Oui |     |      | Oui |     | Oui    |     |       |
| GAUSS                        |     |     |     |      |     |     |        |     |       |
| GNU Data Language            |     | Oui |     | Oui  | Oui |     | Oui    |     |       |
| GNU Octave                   |     |     |     |      | Oui |     |        |     |       |
| IDL                          |     |     |     |      | Oui |     |        |     |       |
| IGOR Pro (en)                |     |     |     |      | Oui |     |        |     |       |
| J                            |     |     |     |      |     |     |        |     |       |
| Julia                        |     | Oui |     |      | Oui |     | Oui    |     | Oui   |
| LabVIEW                      |     |     |     |      |     |     |        |     |       |
| Maple                        |     |     |     |      |     |     |        |     |       |
| Mathcad                      |     |     |     |      |     |     |        |     |       |
| Mathematica                  | Oui | Oui | Oui | Oui  | Oui | Oui | Oui    |     |       |
| MATLAB                       |     |     |     |      | Oui |     |        |     |       |
| Maxima                       |     |     |     |      |     |     |        |     |       |
| MLAB (en)                    |     |     |     |      |     |     |        |     |       |
| Origin                       |     |     |     |      |     |     |        |     |       |
| Perl Data Language (en)      |     |     |     |      |     |     |        |     |       |
| PSPP                         |     |     |     |      |     |     |        |     |       |
| R                            |     | Oui |     |      | Oui |     |        |     | Oui   |
| SageMath                     |     |     |     |      |     |     |        |     |       |
| SAS                          |     |     |     |      |     |     |        |     |       |
| SequenceL (en)               |     |     |     |      |     |     |        |     |       |
| S-Lang (en)                  |     |     |     |      |     |     |        |     |       |
| Scilab                       |     | Oui |     |      | Oui |     | Oui    |     |       |
| SolidThinking Embed (VisSim) |     |     |     |      |     |     |        |     |       |
| SPSS                         |     | Oui |     |      |     |     |        |     |       |
| Sysquake                     |     |     |     |      |     |     |        |     |       |
| TK Solver (en)               |     |     |     |      |     |     |        |     |       |
| Yorick                       |     |     |     |      |     |     |        |     |       |

### Format de fichier pouvant être écrit
| Nom                          | CIF | CSV | EDF | GRIB | HDF | KML | NetCDF | ODF | OOXML |
| ---------------------------- | --- | --- | --- | ---- | --- | --- | ------ | --- | ----- |
| ADMB (en)                    |     |     |     |      |     |     |        |     |       |
| Analytica (en)               |     |     |     |      |     |     |        |     |       |
| Ch (en)                      |     |     |     |      |     |     |        |     |       |
| DADiSP (en)                  |     |     |     |      |     |     |        |     |       |
| DataMelt (ru)                |     |     |     |      |     |     |        |     |       |
| Dyalog APL                   |     |     |     |      |     |     |        |     |       |
| Euler Math Toolbox (en)      |     |     |     |      |     |     |        |     |       |
| Fityk (en)                   |     |     |     |      |     |     |        |     |       |
| FreeMat                      |     |     |     |      |     |     |        |     |       |
| FlexPro                      |     | Oui |     |      |     |     |        |     |       |
| GAUSS                        |     |     |     |      |     |     |        |     |       |
| GNU Data Language            |     |     |     |      |     |     |        |     |       |
| GNU Octave                   |     |     |     |      | Oui |     |        |     |       |
| IDL                          |     |     |     |      | Oui |     |        |     |       |
| IGOR Pro (en)                |     |     |     |      | Oui |     |        |     |       |
| J                            |     |     |     |      |     |     |        |     |       |
| Julia                        |     |     |     |      |     |     |        |     |       |
| LabVIEW                      |     |     |     |      |     |     |        |     |       |
| Maple                        |     |     |     |      |     |     |        |     |       |
| Mathcad                      |     |     |     |      |     |     |        |     |       |
| Mathematica                  |     | Oui |     |      | Oui | Oui | Oui    |     |       |
| MATLAB                       |     |     |     |      | Oui |     |        |     |       |
| Maxima                       |     |     |     |      |     |     |        |     |       |
| MLAB (en)                    |     |     |     |      |     |     |        |     |       |
| Origin                       |     |     |     |      |     |     |        |     |       |
| Perl Data Language (en)      |     |     |     |      |     |     |        |     |       |
| PSPP                         |     |     |     |      |     |     |        |     |       |
| R                            |     |     |     |      | Oui |     |        |     |       |
| SageMath                     |     |     |     |      |     |     |        |     |       |
| SAS                          |     |     |     |      |     |     |        |     |       |
| SequenceL (en)               |     |     |     |      |     |     |        |     |       |
| S-Lang (en)                  |     |     |     |      |     |     |        |     |       |
| Scilab                       |     |     |     |      |     |     |        |     |       |
| SolidThinking Embed (VisSim) |     |     |     |      |     |     |        |     |       |
| SPSS                         |     |     |     |      |     |     |        |     |       |
| Sysquake                     |     |     |     |      |     |     |        |     |       |
| TK Solver (en)               |     |     |     |      |     |     |        |     |       |
| Yorick                       |     |     |     |      |     |     |        |     |       |